# Alfa Andromedae
Alfa Andromedae (Alpheratz, α And) – najjaśniejsza gwiazda (wielkość gwiazdowa 2,06) konstelacji Andromedy, położona około 97 lat świetlnych od Ziemi.

## Nazwa

Położenie gwiazdy w gwiazdozbiorze Andromedy

Gwiazda znajduje się na granicy gwiazdozbiorów Andromedy i gwiazdozbioru Pegaza, dlatego ma podwójne oznaczenie Bayera, Alfa Andromedae i Delta Pegasi (drugim takim przypadkiem jest Elnath – Beta Tauri, dawniej też Gamma Aurigae), przy czym drugie oznaczenie nie jest już używane. Tradycyjnie byłą ona nazywana Alpheratz i Sirrah; obie te nazwy wywodzą się od arabskiej nazwy ‏صرة الفرس‎ şirrat al-faras, „pępek konia”, co jest pozostałością po czasach, kiedy była włączana w skład konstelacji Pegaza. Razem z α, β i γ Pegasi tworzy na niebie asteryzm Wielkiego Kwadratu Pegaza. Międzynarodowa Unia Astronomiczna w 2016 roku formalnie zatwierdziła użycie nazwy Alpheratz dla określenia tej gwiazdy.

## Charakterystyka
Niebiesko-biały Alpheratz jest gwiazdą podwójną, której składniki znajdują się bardzo blisko, przez co można je rozdzielić jedynie poprzez dokładną analizę widma (układ spektroskopowo podwójny). Większa z gwiazd, zaliczana do typu widmowego B8, jest prawdopodobnie 10-krotnie jaśniejsza od drugiej, a okres obiegu wokół wspólnego środka masy wynosi 96,7 doby. Cały układ jest około 200 razy jaśniejszy od Słońca.
Większy ze składników jest najjaśniejszym znanym przedstawicielem podgrupy gwiazd określanej mianem „rtęciowo-manganowych”. Charakteryzują się one niezwykle wysokimi domieszkami rtęci, galu, manganu i europu w widmie gwiazdy oraz stosunkowo niewielką ilością innych pierwiastków w atmosferze. Przypuszcza się, że anomalie te są wynikiem rozdzielenia pierwiastków pod wpływem działającej do wewnątrz siły grawitacji oraz wypychającego ciśnienia promieniowania, które inaczej oddziałują na poszczególne pierwiastki. Gwiazda ta jest też zmienną typu α² Canum Venaticorum – jej wielkość zmienia się o 0,04 magnitudo w czasie 23,12 lub 23,19 godzin.
Alpheratz ma także optycznego towarzysza, gwiazdę o wielkości gwiazdowej 11,11m odległą o 90,8″ (pomiar z 2011 r.). Ruch własny tej gwiazdy wskazuje, że nie jest fizycznie związana z Alfa Andromedae.